# Aedes desmotes
Aedes desmotes é um espécie de mosquito do género Aedes, pertencente à família Culicidae.